# Salamandrella keyserlingii
Salamandrella keyserlingii é uma espécie de anfíbio caudado pertencente à família Hynobiidae. Pode ser encontrada na República Popular da China, Japão, Coreia do Norte, Mongólia, Rússia e Cazaquistão.